# Agersbøl
Agersbøl var i middelalderen en landsby, og hovedgården er dannet i 1528 af Mogens Gjøe. Gården ligger i Øster Snede Sogn, efter 1970 Sindbjerg Sogn, Nørvang Herred, Hedensted Kommune. Hovedbygningen er opført i 1845 og et tårn er tilbygget i 1884. Agersbøl Gods var i 2011 på 160 ha heraf 120 ha ager, 19 ha skov.

## Ejere af Agersbøl
- (1528-1545) Mogens Gjøe
- (1545-1595) Slægten Gjøe
- (1595-1600) Margrethe Høg Banner gift Quistzow
- (1600-1638) Just Høg Banner
- (1638-1667) Jørgen Juul
- (1667-1676) Ellen Anenfeldt gift Juul
- (1676-1681) Laurids Brorson
- (1681-1728) Kaj de la Mare
- (1728-1735) Enke Fru Pernille de la Mare (2) Jørgensen
- (1735-1753) Mourids Jørgensen
- (1753-1769) Poul Marcussen
- (1769-1779) Peder Marcussen
- (1779-1797) Inger Saabye gift Marcussen
- (1797) Marcus Pauli Marcussen
- (1797-1799) Poul Marcussen / Ulrich Christian von Schmidten
- (1799-1801) Ulrich Christian von Schmidten
- (1801-1807) Erik Christian greve Hoppe
- (1807-1811) Johan Otto Andersen
- (1811-1813) John Smith
- (1813-1816) Jane Johnsdatter Smith
- (1816-1821) Johannes Peter Ingwersen
- (1821-1862) Martin Johansen Ingwersen
- (1862-1880) Johannes Peter Martinsen Ingwersen
- (1880) Enke Fru Ingwersen
- (1880-1888) Harald Hastrup
- (1888-1911) M. F. Zahn
- (1911-1917) Juan A. Rothaus
- (1917) Konsortium
- (1917) Holm
- (1917-1918) A. P. Eriksen
- (1918-1920) Ravn / Albertsen
- (1920-1924) C. I. Petersen
- (1924-1925) Jydsk Landhypotekforening
- (1925-1928) Andreas Jensen
- (1928) Konsortium
- (1928-1931) Malte Vestergaard
- (1931-1966) William Jensen
- (1966-1971) Enke Fru Marie Lovise Jensen
- (1971-1972) Aage Dé Neergaard
- (1972-1981) Axel Dé Neergaard
- (1981) Anton Einhoff
- (1981-1989) Fuglede Jørgensen
- (1989-2015) Knud Bogh Bisgaard
- (2015-) Anders Kirk Johansen

## Eksterne kilder og henvisninger
1. ↑  Agersbøl  Arkiveret 25. april 2016 hos  Wayback Machine på danskeherregaarde.dk

|  | Denne artikel om en bygning eller et bygningsværk kan blive bedre, hvis der indsættes et (bedre) billede. Du kan hjælpe ved at afsøge Wikimedia Commons for et passende billede eller lægge et op på Wikimedia Commons med en af de tilladte licenser og indsætte det i artiklen. |